# Olapa bipunctata
Olapa bipunctata är en fjärilsart som beskrevs av Holland 1920. Olapa bipunctata ingår i släktet Olapa och familjen tofsspinnare. Inga underarter finns listade i Catalogue of Life.